# شهرستان هوم
شهرستان هوم (به لاتین: Hom District) یک منطقهٔ مسکونی در لائوس است که در استان وینتیان واقع شده‌است.